# ناثان كورتيس
ناثان كورتيس (بالإنجليزية: Nathan Curtis)‏ (7 فبراير 1996 بليدز في المملكة المتحدة - ) هو لاعب كرة قدم بريطاني في مركز جناح ‏. لعب مع برادفورد سيتي وأوست تاون ‏.

## وصلات خارجية
- ناثان كورتيس على موقع قاعدة بيانات كرة القدم.إي يو (الإنجليزية)
- ناثان كورتيس على موقع Soccerway.com (الإنجليزية)